# Северноамерикански голям воден бик
Северноамериканските големи водни бикове (Botaurus lentiginosus) са вид птици от семейство Чаплови (Ardeidae).
Разпространени са в блатата и в близост до водоеми в по-голямата част от Северна Америка, до Юкатан и Големите Антилски острови на юг. Те са прелетни птици, които гнездят в Канада и северните и централни части на Съединените щати, а зимуват в южната част на ареала. Хранят се главно с риба, но също и с дребни гръбначни, ракообразни и насекоми.